# Cook-Heilbron-thiazoolsynthese
De Cook-Heilbron-thiazoolsynthese is een organische reactie waarbij een α-aminonitril reageert met koolstofdisulfide om op die manier een 5-amino-2-mercapto-thiazool te vormen. Het reactieproduct (een 5-amino-2-mercapto-thiazool) bevat een thiazoolring, waarop zich 2 vaste substituenten bevinden, namelijk een primaire aminegroep en een thiolgroep.